# Metamonius
Metamonius is een geslacht van haften (Ephemeroptera) uit de familie Nesameletidae.

## Soorten
Het geslacht Metamonius omvat de volgende soorten:
- Metamonius anceps